# Samantha Ferris
Samantha Ferris (North Vancouver, Columbia Británica, Canadá; 2 de septiembre de 1968)
es una actriz canadiense. Es popular por su papel de Nina Jarvis en Los 4400 y por su papel secundario como Ellen Harvelle en Supernatural.

## Biografía
Ferris comenzó su carrera como locutora de radio en 1990 y, a mediados de la década de 1990, trabajó como reportera de televisión para la estación KVOS-TV 12 de Bellingham, Washington, y BCTV de Vancouver bajo el nombre de Jane Ferris. Después de la muerte de su padre, decidió hacer de la actuación su carrera y comenzó a trabajar en ella.
De esa manera empezó su carrera como actriz en 1995. Desde entonces ha actuado hasta ahora en 22 películas y 16 series de televisión. Al principio apareció en series de televisión como actriz invitada. Luego, en 1998, apareció en la primera película de televisión. Finalmente, en 2001 consiguió hacer su primera actuación en el cine en la película Along Came a Spider. También participó en videojuegos desde 2004.

## Filmografía (Selección)

### Películas
| Año  | Título                   | Personaje     | Notas                  |
| ---- | ------------------------ | ------------- | ---------------------- |
| 1998 | Inspectores              | Lauren Urbina | Película de televisión |
| 2000 | Inspectores 2            | Lauren Urbina | Película de televisión |
| 2004 | El rancho                | Taylor        | Película de televisión |
| 2007 | Lost in the Dark         | Hines         | Película de televisión |
| 2007 | Butterfly on a Wheel     | Diane         |                        |
| 2009 | Grace                    | Patricia Lang |                        |
| 2010 | Icarus                   | Kerr          |                        |
| 2012 | El hombre de las sombras | Tracy         |                        |

### Series
| Año       | Título       | Personaje      | Notas        |
| --------- | ------------ | -------------- | ------------ |
| 2005–2006 | Los 4400     | Nina Jarvis    | 24 episodios |
| 2006–2011 | Supernatural | Ellen Harvelle | 9 episodios  |
| 2009      | Impact       | Renee Ferguson | Miniserie    |